# Echo (альбом Gracious)
Echo — третий и последний студийный альбом группы Gracious, выпущенный в 1996 году. Он вышел спустя 24 года с момента выхода предыдущей пластинки This Is… Gracious!!. Единственными оригинальными участниками на альбоме являются басист Тим Уитли и барабанщик Роберт Липсон.

## Об альбоме
После распада Gracious в 1971 году пути участников группы разошлись. Гитарист Алан Коудерой и клавишник Мартин Киткэт стали работать в звукозаписывающих компаниях. Барабанщик Роберт Липсон занялся семейным бизнесом. Вокалист Пол Дэвис и басист Тим Уитли играли в малоизвестных группах. Наконец в 90-е по словам Коудероя они получили предложение от японской звукозаписывающей компании, которая хотела, чтобы музыканты записали альбом, который звучал так, как если бы он был записан в 70-е. 
В 1995 году Уитли и Липсон — участники оригинального состава объединились с мультиинструменталистом Севом Левковичем и годом позже выпустили пластинку. Алан Коудерой также принял участие в записи, сыграв на гитаре в первом треке.

## Список композиций
Авторы музыки — Тим Уитли, Роберт Липсон и Сев Левкович, если не указано иное. Все тексты песен написаны Ричардом Эшвортом.
| №                   | Название                                          | Автор(ы)            | Длительность |
| ------------------- | ------------------------------------------------- | ------------------- | ------------ |
| 1.                  | «Oil Pressure (Orphans Of The Crocodile)»         |                     | 9:08         |
| 2.                  | «Spring»                                          | Левкович            | 0:53         |
| 3.                  | «Faith»                                           |                     | 9:41         |
| 4.                  | «Summer»                                          | Левкович            | 0:59         |
| 5.                  | «Mangroove»                                       |                     | 4:20         |
| 6.                  | «Autumn»                                          | Левкович            | 2:09         |
| 7.                  | «Cynic's Gate»                                    |                     | 6:35         |
| 8.                  | «The Homecoming»                                  |                     | 4:51         |
| 9.                  | «Winter»                                          | Левкович            | 1:34         |
| 10.                 | «Echo (Includes Comics - A Cancer Called Rupert)» |                     | 13:54        |
| Общая длительность: | Общая длительность:                               | Общая длительность: | 54:04        |

## Участники записи
- Тим Уитли — бас-гитара, безладовый бас, акустическая гитара, бэк-вокал;
- Роберт Липсон — ударные;
- Сев Левкович — вокал, клавишные, гитара, слайд-гитара;
- Алан Коудерой — гитара на «Oil Pressure (Orphans Of The Crocodile)»;
- Стюарт Тёрнер — гитара на «Mangroove», «Cynic's Gate» и «Echo (Includes Comics - A Cancer Called Rupert)»
- Ребекка Джонс — вокал на «Cynic's Gate»